# Tetranitrato de pentaeritrina
O PETN, abreviado também como PENT (tetranitrato de pentaeritritol ou tetranitrato de eritrina, também conhecido como pentrita, também conhecido como nitropenta) é um dos mais poderosos altos explosivos conhecidos, com um fator de efetividade relativa (fator E.R.) de 1,66. É mais sensível ao choque ou à fricção que o TNT ou que o tetril. É utilizado principalmente como potenciador, pelo qual nunca é utilizado sozinho, nas cargas explosivas de munição de pequeno calibre, nas cargas superiores dos detonadores, em algumas minas terrestres e blindagens e como núcleo explosivo de cordão detonante. Junto com o RDX, forma o grupo dos explosivos mais usados atualmente e dos mais poderosos que se conhece (embora explosivos muito mais poderosos já tenham sido desenvolvidos, como é o caso do HMX, do MEDINA, do DINGU, entre outros). Na sua forma pura, é uma substância que lembra vagamente o TNT, ou seja, é um sólido amarelo pálido de cheiro irritante.
Também é utilizado como vasodilatador, similar a nitroglicerina. O medicamento Lentonitrato, para as enfermidades do coração, é fabricado com PENT puro.
Por causa da sua estabilidade química, é um explosivo usado em aplicações tanto para fins militares quanto para civis (mineração, demolições especiais, etc), sendo usado na construção de cordéis detonantes, granadas, minas terrestres, bombas e outros aparelhos. Necessita de uma forte onda de choque primária (provida, por exemplo, por uma cápsula detonante de azida de chumbo) para assegurar sua detonação.
Sua síntese usual na industria compreende a nitração em condições controladas de um poliálcool chamado pentaeritritol, usando ácido nítrico (HNO3) de 95-100% de concentração e sem óxidos nitrosos livres, a precipitação em água e a purificação pela recristalização em solventes orgânicos (exemplo: acetona pura).
Além das aplicações acima citadas, o PETN vem se popularizando entre alguns grupos extremistas. Um caso recente foi o de um representante da Al-Qaeda, o nigeriano Umar Farouk Abdulmutallab, que tentou explodir uma aeronave da Northwest Airlines que voava entre Amsterdã e Detroit, no atentado falhado contra o Voo Northwest Airlines 253 em 25 de dezembro de 2009.

## Propriedades
A velocidade de detonação do PETN, a uma densidade de 1,7 g/cm³ é de 8400 m/s.
Sua fórmula química é C(CH2ONO2)4. Sendo sua densidade cristalina teórica máxima 1,773 g/cm³. Se funde a 141 °C.

## Contaminante do meio ambiente
Como o PETN não se encontra livre na natureza, seu uso e produção pode contaminar o meio ambiente. É um produto biodegradável na urina ou fezes. Também existem informes sobre sua biodegradação por bactérias, que reduzem o PETN denitrificando-o em trinitratos e logo em dinitratos (French et al., 1996). O último dos produtos, o dinitrato de pentaeritritol, se degrada posteriormente a produtos não conhecidos.

## Produção
A preparação do PETN envolve a nitração do pentaeritritol com uma mescla de ácido nítrico e ácido sulfúrico. O método preferido de nitrificação é o chamado método ICI, que usa somente ácido nítrico concentrado (98%+), já que a mistura de ácidos pode criar coprodutos sulfonados instáveis.
C(CH2OH)4 + 4HNO3 → C(CH2ONO2)4 + 4H2O

## História
A pentrita foi sintetizada inicialmente em 1891 por Tollens e Wiegand mediante a nitrificação do pentaeritritol. Em 1912, depois de que o governo alemão o patenteara, começou a produção do PETN. Foi utilizado pelo exército alemão na Primeira guerra mundial. Além do PETN é também um dos ingredientes do explosivo plástico chamado Semtex.

## Ataque de Israel ao Hezbolah
Uma pequena quantidade de PETN foi implantada pelo serviço de inteligência das Forças de Defesa de Israel, em dispositivos de comunicação utilizados pelo grupo terrorista Hezbolah. 
No dia 17 de setembro de 2024 os israelenses detonaram simultaneamente todos os explosivos implantados nos pagers em posse dos terroristas do Hezbolah, matando alguns e ferindo milhares deles. No dia seguinte foram detonados os explosivos implantados em rádios PTT (Walkie-talkie) utilizados por aquela organização terrorista, também causando ferimentos e mortes em muitos membros da organização.